# Psatha
Psatha (greacă Ψάθα) este un oraș în Grecia în Prefectura Attica.